# El libro de Boba Fett
El libro de Boba Fett (en inglés: The Book of Boba Fett) es una serie de televisión estadounidense creada para el servicio de streaming Disney+. Es parte de la franquicia Star Wars y una serie derivada de The Mandalorian que tiene lugar en el mismo período de tiempo que esa serie y sus otros spin-offs interconectados después de los eventos de Return of the Jedi (1983). Sigue al cazarrecompensas Boba Fett de esa serie y otros medios de esa franquicia mientras se establece como el nuevo señor del crimen en el antiguo territorio de Jabba the Hutt. 
Es protagonizada por Temuera Morrison interpretando a Boba Fett, y Ming-Na Wen interpretando a Fennec Shand, ambos repitiendo sus papeles de The Mandalorian. Se hicieron varios intentos para desarrollar una película independiente de Star Wars centrada en Boba Fett antes de que Lucasfilm comenzara a priorizar el desarrollo de su serie de streaming, The Mandalorian. Morrison apareció como Fett junto a Wen en la segunda temporada de The Mandalorian, y una posible serie derivada se informó por primera vez en noviembre de 2020. El libro de Boba Fett se anunció oficialmente en diciembre de 2020 en la escena poscrédito del último capítulo de la segunda temporada de The Mandalorian.
La serie se estrenó el 29 de diciembre de 2021 y duró siete episodios hasta el 9 de febrero de 2022. El episodio final tuvo la mayor audiencia para una serie de Star Wars en Disney+ en ese momento. La serie recibió críticas mixtas de los críticos, quienes elogiaron las actuaciones de Morrison y Wen, las secuencias de acción, los efectos visuales, la cinematografía y la partitura musical, pero criticó la escritura, la historia, el ritmo, la caracterización de Boba Fett y la elección de centrarse en el Mandaloriano de Pascal durante varios episodios. La serie recibió varios elogios, incluido un premio Primetime Creative Arts Emmy por sus efectos visuales.

## Premisa
Boba Fett y Fennec Shand intentan hacerse un nombre en el inframundo de la galaxia apoderándose del territorio que una vez controló Jabba el Hutt.

## Reparto

### Principal
- Temuera Morrison como Boba Fett: un cazarrecompensas y también el hijo clon de Jango Fett[4] convertido en el nuevo "daimio" de Tattoine. Morrison dijo que la serie era una oportunidad para explorar el pasado del personaje y mostrar lo que le sucedió entre los eventos de Return of the Jedi (1983) y la segunda temporada de The Mandalorian (2020). Se centró en el "tipo de violencia a fuego lento" de Fett y el deseo de venganza, así como en su soledad, causada por ver morir a su padre a una edad temprana. Esto juega con la idea de que encuentra una nueva familia en una tribu de Tusken Raiders en The Book of Boba Fett. Se utilizaron imágenes de archivo de Daniel Logan como un joven Fett filmado para Star Wars: Episodio II - El ataque de los clones (2002), mientras que Finnegan Garay se desempeñó como actor en el set para el joven Fett.  Morrison también da voz a los soldados clon en el flashback de la Orden 66 de Grogu.
- Ming-Na Wen como Fennec Shand: una cazarrecompensas, mercenaria y asesina de élite que está al servicio de Fett.[4]
- Pedro Pascal como Din Djarin / The Mandalorian: un mandaloriano y cazarrecompensas aliado de Boba Fett, que también es el actual poseedor del mítico Sable Oscuro.[5]

### Recurrente
- Matt Berry como 8D8, un droide de fundición al servicio de Fett.[6]
- David Pasquesi como un mayordomo twi'lek de Mok Shaiz.[7]
- Jennifer Beals como Garsa Fwip, una twi'lek que dirige una cantina en Mos Espa llamada «Sanctuary».[7]
- Carey Jones como Krrsantan el Negro: un cazarrecompensas wookiee que trabaja para los gemelos, los primos de Jabba el Hutt.[8]
- Stephen Oyoung como Mok Shaiz: alcalde ithoriano de Mos Espa.[9]
- Stephen Root como Lortha Peel.
- Danny Trejo como entrenador de rancor.
- Sophie Thatcher como Drash: el líder de un grupo de cyborgs que trabajan para Boba Fett.
- Jordan Bolger como Skad: un miembro de un grupo de cyborgs que trabajan para Boba Fett.
- Stephen "Thundercat" Bruner como artista modificador que le salva la vida a Fennec Shand y Cobb Vanth.
- Emily Swallow como La Armera: la líder de la tribu mandaloriana.
- Amy Sedaris como Peli Motto: una mecánica que repara naves en Tatooine.
- Timothy Olyphant como Cobb Vanth: el mariscal de la Ciudad Libre (Antiguo Mos Pelgo).
- Mark Hamill como Luke Skywalker: un maestro Jedi e hijo de Anakin Skywalker y Padmé Amidala.  Al igual que con su apariencia envejecida en The Mandalorian, Skywalker se creó en gran medida a través de efectos visuales y voz sintetizada basada en imágenes de referencia y grabaciones, respectivamente, de Hamill. Graham Hamilton fue el intérprete en el set del personaje.[10]
- Rosario Dawson como Ashoka Tano: una togruta y antigua padawan Jedi de Anakin Skywalker.
- Corey Burton como Cad Bane, un cazarrecompensas del planeta Duros. Bane es interpretado físicamente por Dorian Kingi.

Adicionalmente, Robert Rodríguez da voz a Dokk Strassi, un líder trandoshano (interpretado físicamente por Stephen Oyoung), y al alcalde ithoriano de Mos Espa, Mok Shaiz. Daniel Logan aparece como Fett a través de imágenes de archivo de Star Wars: Episodio II - El ataque de los clones, con Finnegan Garay tomando el rol en los re-shoots. Frank Trigg y Collin Hymes interpretan a los dos guardias gamorreanos al servicio de Fett, Mandy Kowalski y Skyler Bible aparecen como Camie Marstrap y Laze "Fixer" Loneozner, respectivamente, personajes interpretados originalmente por Koo Stark y Anthony Forrest en una escena eliminada de Star Wars (1977).  Paul Sun-Hyung Lee y Jon Favreau repiten sus papeles como el Capitán Carson Teva y la voz de Paz Vizsla, respectivamente, con Vizsla interpretado por Tait Fletcher.  Max Lloyd-Jones, quien fue el suplente de Luke Skywalker en The Mandalorian, aparece como el teniente Reed. W. Earl Brown también repite su papel como Taanti, el propietario de Weequay en Freetown.  También regresa de The Mandalorian el personaje Grogu, un joven miembro sensible a la Fuerza de la especie de Yoda que anteriormente fue custodiado por Djarin.  También aparece el droide R2-D2 de Skywalker.

## Episodios
| N.º | Título                                                                                                 | Dirigido por        | Escrito por               | Fecha de emisión original |
| --- | --- | ------------------- | ------------------------- | ------------------------- |
| 1 | «Capítulo 1: Un forastero en tierra extraña» (en inglés: «Chapter 1: Stranger in a Strange Land»)      | Robert Rodríguez    | Jon Favreau               | 29 de diciembre de 2021   |
| Boba Fett apenas escapa del sarlacc que se lo tragó y es dado por muerto por Jawas que le roban su armadura mandaloriana. Es capturado por Tusken Raiders y no logra escapar de su campamento. Cinco años más tarde, Fett y Fennec Shand han tomado el control del imperio criminal de Jabba en Tatooine. Reciben tributo de dignatarios locales y obtienen los servicios de dos guardias gamorreanos. Fett y Shand visitan el Santuario, una cantina en Mos Espa dirigida por Garsa Fwip, quien también ofrece un homenaje. Fuera de la cantina, el grupo es emboscado por asesinos, con quienes luchan. Shand captura a uno de los asaltantes después de perseguirlos a través de los tejados. Los guardias llevan a un Fett herido al palacio y lo colocan en un tanque de bacta para su curación. Fett recuerda su tiempo con los Tuskens: él y un prisionero de Rodian se vieron obligados a cavar en busca de melones negros en el desierto hasta que fueron atacados por una gran criatura de arena que mató al Rodian. Fett mató a la criatura, salvando a un niño Tusken y ganándose el respeto de la tribu. | |                     |                           |                           |
| 2 | «Capítulo 2: Las tribus de Tatooine» (en inglés: «Chapter 2: The Tribes of Tatooine»)                  | Steph Green         | Jon Favreau               | 5 de enero de 2022        |
| Fett y Shand interrogan al asesino capturado que afirma haber sido contratado por Mok Shaiz, el alcalde de Mos Espa. Shaiz niega esto, pero ofrece un pago a Fett por capturar al asesino y sugiere que visiten el Santuario nuevamente. Fwip informa a Fett que dos de los primos de Jabba, un par de Hutts conocidos como "Los Gemelos", quieren reclamar el trono de Jabba para sí mismos. Los Gemelos llegan con el cazarrecompensas Wookiee Krrsantan y tratan de intimidar a Fett, pero él se niega a someterse. En el tanque bacta, Fett recuerda a los Tusken enseñándole su estilo de combate y habilidades de supervivencia en el desierto. Después de que la tribu fue atacada por un tren de especias Pyke Syndicate, Fett robó bicicletas speeder de una pandilla Nikto cercana y enseñó a los Tuskens cómo montarlas. Lideró a la tribu en un ataque exitoso para detener el tren y advirtió a los Pykes sobrevivientes que tendrían que pagar un peaje para ingresar al territorio de los Tuskens en el futuro. Para ser admitido en la tribu Tusken, Fett fue guiado por un lagarto dentro de su cabeza a una rama, que convirtió en su palo gaffi. La tribu celebró entonces una ceremonia para aceptarlo. | |                     |                           |                           |
| 3 | «Capítulo 3: Las calles de Mos Espa» (en inglés: «Chapter 3: The Streets of Mos Espa»)                 | Robert Rodríguez    | Jon Favreau               | 12 de enero de 2022       |
| El waterdero Lortha Peel le pide a Fett que castigue a una pandilla de cyborgs que están robando su agua en Mos Espa, alegando que los ciudadanos de Tatooine aún no respetan a Fett. Al ver que la pandilla no tiene trabajo, Fett emplea a los cyborgs como ejecutores y exige que Peel reduzca sus precios. En su tanque bacta, Fett recuerda haber buscado el peaje de los Pykes en nombre de la tribu Tusken, solo para encontrar a la tribu destruida por la pandilla Nikto a su regreso. Sus recuerdos se interrumpen cuando Fett es atacado por Krrsantan. Fett, Shand, los guardias y los cyborgs luchan y capturan al Wookiee. Los Gemelos pronto se disculpan por enviar a Krrsantan, alegando que Shaiz ha prometido el territorio de Jabba a otro sindicato. Los Gemelos prometen dejar Tatooine y regalar un rancor a Fett. Después de liberar a Krrsantan y resolver entrenar el rencor, Fett va a Mos Espa con Shand y los cyborgs para interrogar a Shaiz. Encuentran al alcalde ausente, pero persiguen a su mayordomo que revela que Shaiz está trabajando con los Pykes. Más tarde, los Pykes comienzan a llegar a Mos Espa y Fett decide prepararse para la guerra. | |                     |                           |                           |
| 4 | «Capítulo 4: La tormenta que se avecina» (en inglés: «Chapter 4: The Gathering Storm»)                 | Kevin Tancharoen    | Jon Favreau               | 19 de enero de 2022       |
| En el tanque bacta, Fett recuerda haber intentado recuperar su cañonero Slave I del Palacio de Jabba, que estaba fuertemente custodiado. Cuando descubrió a Shand muriendo de una herida intestinal, Fett la llevó a un salón de mods de Mos Eisley, donde su vida fue salvada con cibernética. A cambio, Fett solicitó la ayuda de Shand para irrumpir en el palacio, ahora gobernado por Bib Fortuna. Después de luchar contra los guardias y recuperar la nave de Fett, Shand decidió quedarse con Fett. Mataron a la pandilla de motociclistas que Fett creía que había masacrado a su tribu Tusken, antes de volar al pozo sarlacc para recuperar su armadura. Shand mató al sarlacc atacante con una carga sísmica, aunque Fett no encontró su armadura dentro. En el presente, Fett emerge del tanque de bacta completamente curado. Él es testigo de Krrsantan luchando contra Trandoshans en el Santuario y lo contrata. En un banquete, insta a los otros jefes del crimen de Mos Espa a unirse contra el Sindicato Pyke, pero se niegan. Con la presencia del rancor, Fett los convence de permanecer neutrales mientras lucha solo contra el Sindicato. Shand sugiere que contraten refuerzos para la inminente guerra.                                                                                                   | |                     |                           |                           |
| 5 | «Capítulo 5: El retorno del Mandaloriano» (en inglés: «Chapter 5: Return of the Mandalorian»)          | Bryce Dallas Howard | Jon Favreau               | 26 de enero de 2022       |
| Después de que Din Djarin rastrea y mata una recompensa, entrega la cabeza de la recompensa para obtener instrucciones a un escondite mandaloriano. Allí, encuentra a la Armera y a Paz Vizsla, sobrevivientes de su tribu de guerreros mandalorianos, que inspeccionan el Sable Oscuro que ganó a Moff Gideon. La Armera explica que quien gane el Sable Oscuro en combate puede convertirse en el gobernante de Mandalore, aunque su civilización fue destruida por el Imperio. La Armera convierte la lanza beskar de Djarin en un regalo para su antiguo cargo, Grogu. Vizsla, un descendiente del creador del Sable Oscuro, Tarr Vizsla, desafía a Djarin a un duelo por la posesión del sable. Finalmente, Djarin derrota a Vizsla, pero revela que previamente rompió el código de su tribu al quitarse el casco. Rechazado por la tribu, Djarin toma un transporte comercial para encontrarse con Peli Motto en Tatooine, quien tiene un viejo caza estelar N-1 para reemplazar su nave anterior, la Razor Crest. Juntos, arreglan y modifican la nave estelar y Djarin la toma para un vuelo de prueba. A su regreso, Fennec Shand llega y le pide a Djarin que ayude a Boba Fett en la próxima guerra. Él está de acuerdo, pero solo después de visitar a un amigo.                                                         | |                     |                           |                           |
| 6 | «Capítulo 6: Del desierto llega un extraño» (en inglés: «Chapter 6: From the Desert Comes a Stranger») | Dave Filoni         | Jon Favreau y Dave Filoni | 2 de febrero de 2022      |
| Cobb Vanth, comisario de Freetown de Tatooine (anteriormente Mos Pelgo), se enfrenta y dispara a los corredores de especias Pyke. Djarin vuela a un mundo boscoso para visitar a Grogu, y es recibido por R2-D2 y Ahsoka Tano. Tano convence a Djarin de que su presencia obstaculizará a Grogu, por lo que regresa a Tatooine después de pedirle a Tano que entregue el regalo, una túnica de cota de malla beskar, al joven. El Maestro Jedi Luke Skywalker ha comenzado a entrenar a Grogu, su primer estudiante, para usar la Fuerza. Skywalker ayuda al joven a recordar su hogar, el Templo Jedi en Coruscant, donde vio a muchos Jedi asesinados durante la Orden 66. Fett y sus aliados discuten su escasez de mano de obra, y Djarin viaja a Freetown para reclutar a Vanth y su gente. Después de que Djarin se va, el pistolero contratado Cad Bane llega en nombre de los Pykes para ordenar a la ciudad que sea neutral en la próxima guerra. Después de un enfrentamiento, Bane dispara tanto al mariscal como a su adjunto. Dos Pykes más tarde bombardean el Santuario en Mos Espa. Skywalker, llevando el regalo de Djarin, le da una opción a Grogu: tomar la cota de malla y detener su entrenamiento, o tomar el antiguo sable de luz del Maestro Yoda y ser entrenado como Jedi.                                 | |                     |                           |                           |
| 7 | «Capítulo 7: En nombre del honor» (en inglés: «Chapter 7: In the Name of Honor»)                       | Robert Rodríguez    | Jon Favreau               | 9 de febrero de 2022      |
| R2-D2 lleva a Grogu, que ha elegido la cota de malla de Djarin, al hangar de Motto. Bane y los Pykes se enfrentan a Fett, Shand y Djarin fuera de los restos del Santuario, donde Bane revela que los Pykes mataron a la tribu Tusken de Fett e incriminaron a la pandilla de motociclistas. Las otras familias criminales traicionan a Fett y atacan a sus soldados en todo Mos Espa. Fett y Djarin envían al mayordomo de Shaiz para distraer a los Pykes, permitiendo que la pareja ataque al grupo, aunque pronto son superados en número. Los ciudadanos de Freetown y los cyborgs llegan para salvar a la pareja, pero el grupo se ve abrumado nuevamente por dos droides Scorpenek protegidos. Motto llega con Grogu, quien ayuda a Djarin a destruir a uno de los Scorpeneks mientras que el rancor de Fett destruye al otro. Bane asusta el rancor y derrota a Fett en un duelo de armas, pero Fett mata a Bane con su palo gaffi. Grogu adormece al rancor para dormir, terminando su alboroto. En Mos Eisley, Shand mata al jefe Pyke, Shaiz, y a los otros señores del crimen. Mientras Fett se gana el respeto y la admiración de los habitantes de Mos Espa, Djarin y Grogu vuelan en su caza estelar N-1. En una escena poscréditos, Cobb Vanth se cura en el tanque de bacta de Fett con el artista mod parado cerca. | |                     |                           |                           |

## Producción

### Precedentes
El CEO de Disney, Bob Iger, anunció el desarrollo de varias películas derivadas independientes de Star Wars en febrero de 2013. Según se informó, una se iba a centrar en el personaje del cazarrecompensas Boba Fett y tendría lugar entre Star Wars: Episodio IV - Una nueva esperanza y Star Wars: Episode VI - Return of the Jedi. También se dijo que la película exploraría la historia de los otros cazarrecompensas vistos en El Imperio contraataca. A principios de 2014, Simon Kinberg se acercó a Josh Trank para hacer una película de Star Wars, y Trank hizo una propuesta para una película de Boba Fett a Lucasfilm, resultando contratado para dirigir la película en junio de ese año. Trank estaba programado para anunciar la película en Star Wars Celebration de 2015 y también revelaría un adelanto del proyecto, pero fue cancelado a último minuto después de que Lucasfilm se enterara de la problemática producción de la película de Trank 4 Fantásticos. En mayo de 2015, se anunció que Trank ya no estaba trabajando en la película. Lucasfilm todavía estaba considerando una película de Boba Fett en agosto de 2017, con Kinberg produciendo y escribiendo junto a James Mangold, encargado de dirigir la película. Sin embargo, tras el fracaso financiero del spinoff Han Solo: una historia de Star Wars, Disney reconsideró su producción cinematográfica de Star Wars. Para octubre de 2018, la película de Boba Fett ya no avanzaba, y Lucasfilm estaba dando prioridad a la serie de la plataforma de streaming Disney+ The Mandalorian.
Iger dijo en febrero de 2020 que se estaban considerando realizar spin-offs de The Mandalorian y que había potencial para agregar más personajes a la serie con la intención de darles luego su propia serie. En mayo, se anunció que Temuera Morrison iba a aparecer como Boba Fett en la segunda temporada de The Mandalorian. Morrison interpretó al padre de Boba, Jango Fett, en Star Wars: Episodio II - El ataque de los clones y proporcionó la voz de Boba en varios medios de Star Wars. Antes de que la participación de Morrison en The Mandalorian fuera confirmada, Fett apareció brevemente en el episodio de la primera temporada «Chapter 5: The Gunslinger» junto al personaje Fennec Shand, interpretada por Ming-Na Wen. Morrison hizo una breve aparición en el estreno de la segunda temporada, «Chapter 9: The Marshal», antes de ser presentado por completo en «Chapter 14: The Tragedy».

### Desarrollo
A principios de noviembre de 2020, se creía que la producción de la tercera temporada de The Mandalorian o una posible serie derivada centrada en Boba Fett estaba programada para comenzar a finales de ese mes o principios de diciembre. La presidenta de Lucasfilm, Kathleen Kennedy, no anunció The Book of Boba Fett en el evento del Investor Day de Disney el 10 de diciembre, cuando se anunciaron los otros spin-offs de The Mandalorian: Rangers of the New Republic  y Ahsoka; Kennedy dijo que esas series existen dentro de la línea de tiempo de The Mandalorian y que se planificaron para terminar la historia con un «evento culminante». Kennedy anunció que el «próximo capítulo» de la historia de The Mandalorian se estrenaría en diciembre de 2021.
En el final de la segunda temporada de The Mandalorian, «Chapter 16: The Rescue», estrenado en diciembre de 2020, se incluyó una escena poscréditos que revelaba el estreno de The Book of Boba Fett para diciembre de 2021. La revelación causó confusión y especulación entre los comentaristas, que creían que este era un subtítulo para la tercera temporada de The Mandalorian, y que The Mandalorian cambiaría el enfoque de su personaje principal Din Djarin a Boba Fett con la tercera temporada. Jon Favreau, el creador y showrunner de The Mandalorian, aclaró que The Book of Boba Fett era una serie propia, separada de la tercera temporada de The Mandalorian. Además, explicó que Kennedy no anunció el spin-off en el evento del Investor Day porque no querían «estropear la sorpresa» de la revelación al final del «Chapter 16: The Rescue». También dijo que en ese momento la producción para el spin-off ya había comenzado. La serie es una producción de Favreau, Dave Filoni y Rodríguez, y al igual que los otros spin-off, también se establece dentro de la línea de tiempo de The Mandalorian.

### Elenco
Con el anuncio oficial de la serie en diciembre de 2020, se confirmó que Temuera Morrison y Ming-Na Wen volverían a interpretar sus respectivos roles de Boba Fett y Fennec Shand de The Mandalorian. Antes del anuncio, Wen había asumido que había sido contratada como personaje recurrente para la tercera temporada de The Mandalorian. Según Collider, se tenía planeado que aparecieran en la serie personajes adicionales de The Mandalorian. En noviembre de 2021, se reveló que Jennifer Beals participaría en la serie.

### Rodaje
El rodaje de la serie comenzó a finales de noviembre de 2020,  bajo el título provisional Buccaneer,  en el volumen de video wall StageCraft en Los Ángeles que también se utiliza para The Mandalorian.  Se siguieron las pautas de seguridad de COVID-19 en el set, con los miembros del equipo usando máscaras y protectores faciales alrededor de los actores, pruebas rápidas de COVID-19 cada tres días y pruebas normales del virus una vez a la semana.  Después de dos semanas de filmación, los miembros del elenco y el equipo se enteraron de que estaban haciendo El libro de Boba Fett en lugar de la tercera temporada de The Mandalorian.  Robert Rodríguez dirigió varios episodios de la serie, mientras que Bryce Dallas Howard, Dave Filoni, Steph Green y Kevin Tancharoen también dirigieron episodios. Dean Cundey, David Klein y Paul Hughen actuaron como directores de fotografía de la serie.  La filmación concluyó el 8 de junio de 2021,  con la serie Obi-Wan Kenobi apoderándose de los escenarios de sonido de Los Ángeles.

### Música
A finales de septiembre de 2021, las sesiones de música para la serie habían comenzado con el regreso del compositor de The Mandalorian, Ludwig Göransson, para El libro de Boba Fett. Joseph Shirley, quien proporcionó música adicional en The Mandalorian, también participó y se esperaba que recibiera crédito como compositor.  A Göransson se le atribuye haber compuesto los temas principales de la serie, con Shirley acreditada como compositor.  Walt Disney Records lanzó el tema principal de Göransson para la serie como sencillo digital el 28 de diciembre de 2021,  y los medios suecos comentaron sobre la similitud entre el tema y la música de Björn Isfält para la película Ronia, la hija del ladrón (1984).  La partitura de Shirley se publicó en dos volúmenes: la música del "Capítulo 1" al "Capítulo 4" se lanzó el 21 de enero de 2022,  y una segunda banda sonora del "Capítulo 5" al "Capítulo 7" se lanzó el 11 de febrero. 

## Estreno
La serie se estrenó en la plataforma de streaming Disney+ el 29 de diciembre de 2021.La serie consta de siete episodios.

## Recepción

### Audiencia
Según Whip Media, El libro de Boba Fett fue la nueva serie de televisión más esperada de diciembre de 2021.  Según Samba TV, 1,7 millones de hogares estadounidenses vieron el debut de El libro de Boba Fett en los primeros cinco días después de su estreno en diciembre.  El final de temporada tuvo la audiencia más alta de una serie de Star Wars de Disney+ hasta la fecha, Deadline informó que el final fue visto por 1.5 millones, un 36% más que el final de la temporada 2 de The Mandalorian. Según Whip Media, The Book of Boba Fett fue la serie original más vista en todas las plataformas en los Estados Unidos, durante la semana del 16 de enero de 2022,  así como durante la semana del 6 de febrero de 2022.  Según el agregador de streaming JustWatch, El libro de Boba Fett fue la cuarta serie de televisión más reproducida en todas las plataformas en los Estados Unidos, durante la semana que finalizó el 13 de febrero de 2022.

### Respuesta crítica
El agregador de reseñas Rotten Tomatoes informó un índice de aprobación del 66% basado en 200 reseñas, con una calificación promedio de 6.8/10, y el consenso crítico afirmó: "El libro de Boba Fett nunca podría igualar las aventuras que existieron en la imaginación de los fanáticos durante décadas, pero se gana su encargo con espectaculares jugadas a balón parado y la imponente presencia de Temuera Morrison".  Metacritic le dio a la serie una puntuación promedio ponderada de 59 sobre 100 basada en 19 críticas, lo que indica "críticas mixtas o promedio".